# Tabac de jardí
El tabac de jardí (Nicotiana glauca) és una planta amb flor de la família de les solanàcies, parenta propera de la planta del tabac.
Arreu del territori espanyol està catalogada com a espècie exòtica invasora. Entre altres, això implica que està prohibit comercialitzar-la i introduir-la al medi natural. Tampoc es poden reintroduir exemplars que hagin estat extrets de la natura.

## Característiques
És una planta ruderal originària de l'Amèrica del Sud. Les fulles es troben fixades a la tija mitjançant pecíols. Pot arribar a una alçada de 2 m. Creix en qualsevol lloc, àdhuc als murs de les cases i entre les teules de les teulades.
S'utilitza en la medicina tradicional casolana i els pobles indígenes d'Amèrica fan servir la fulla per fumar. Actualment s'explora la possibilitat d'utilitzar aquesta planta com a biofuel.

## Galeria

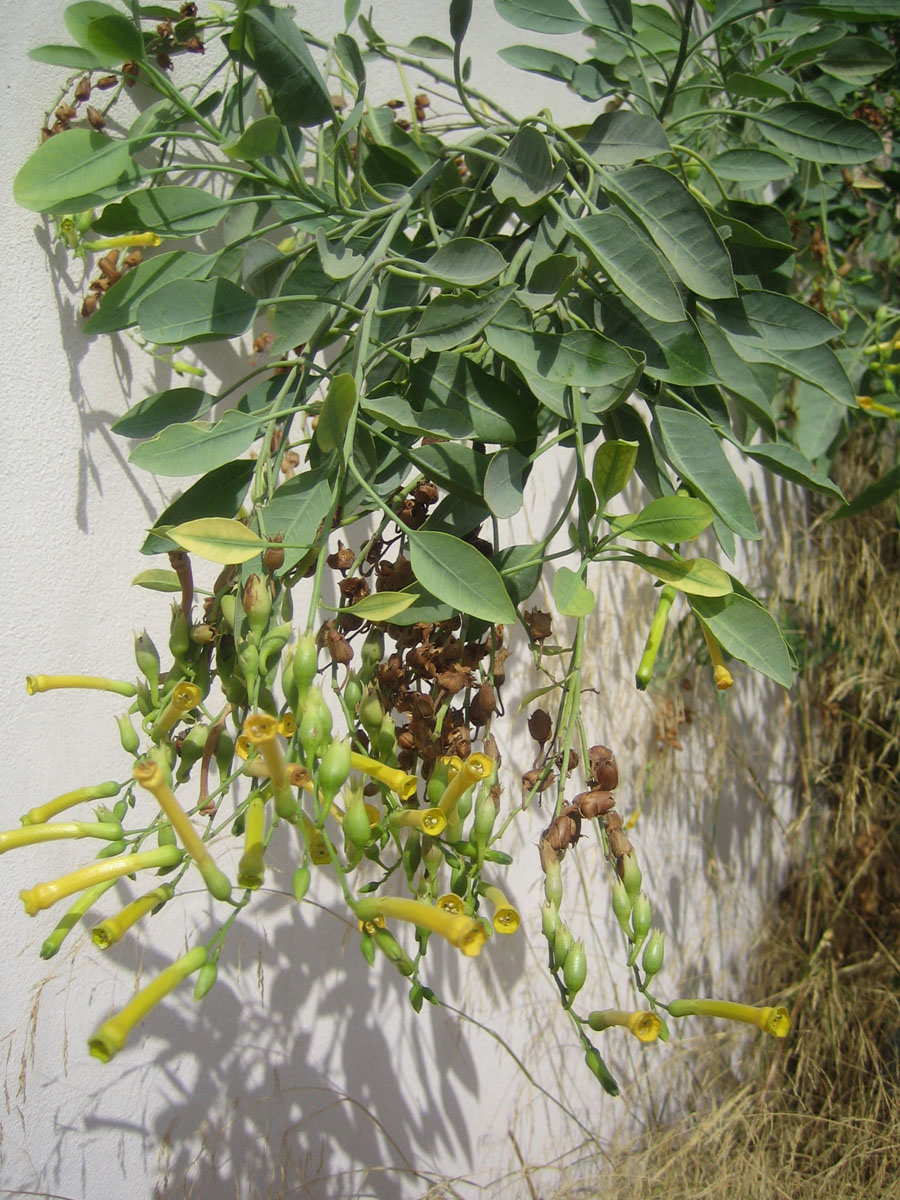
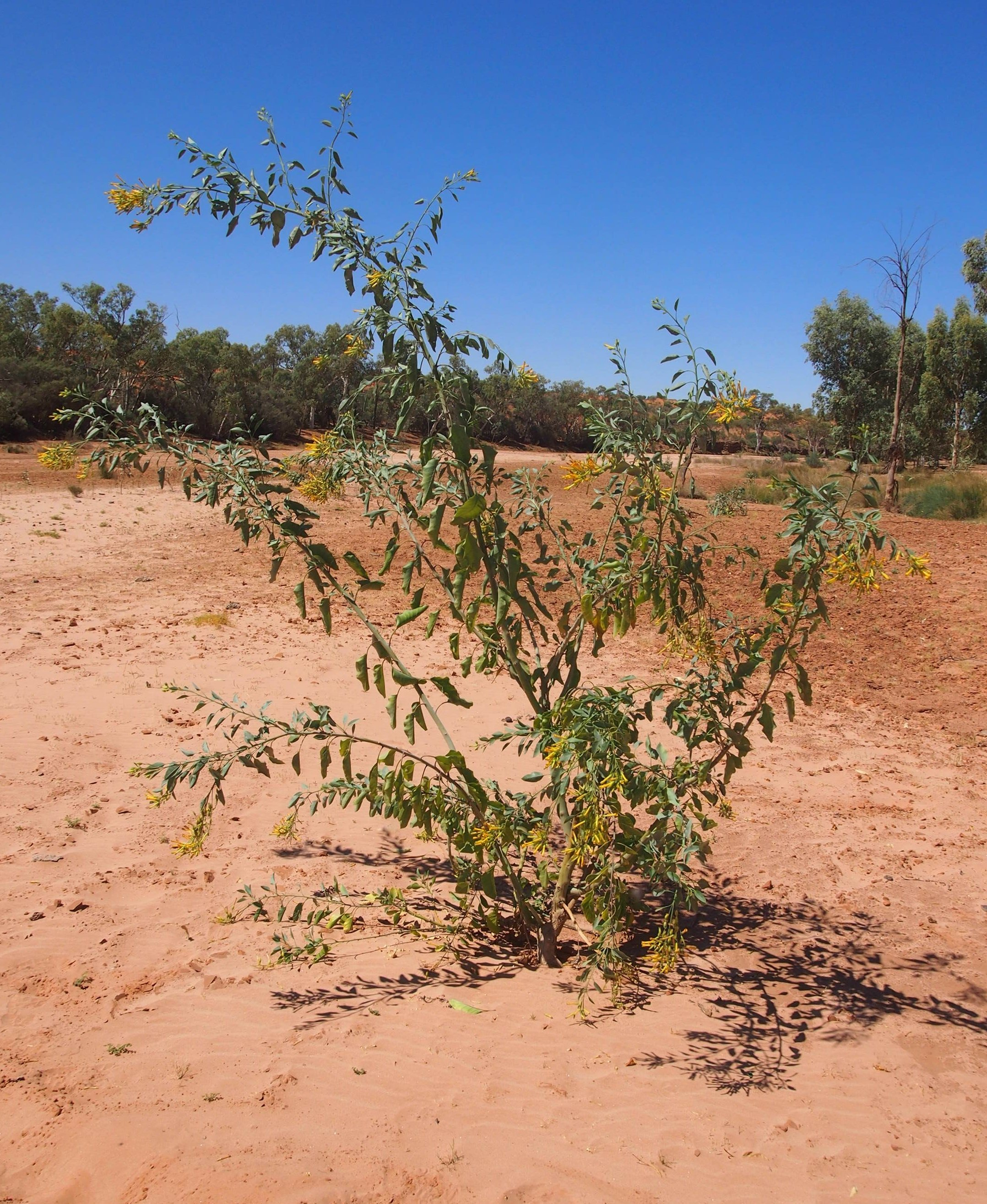
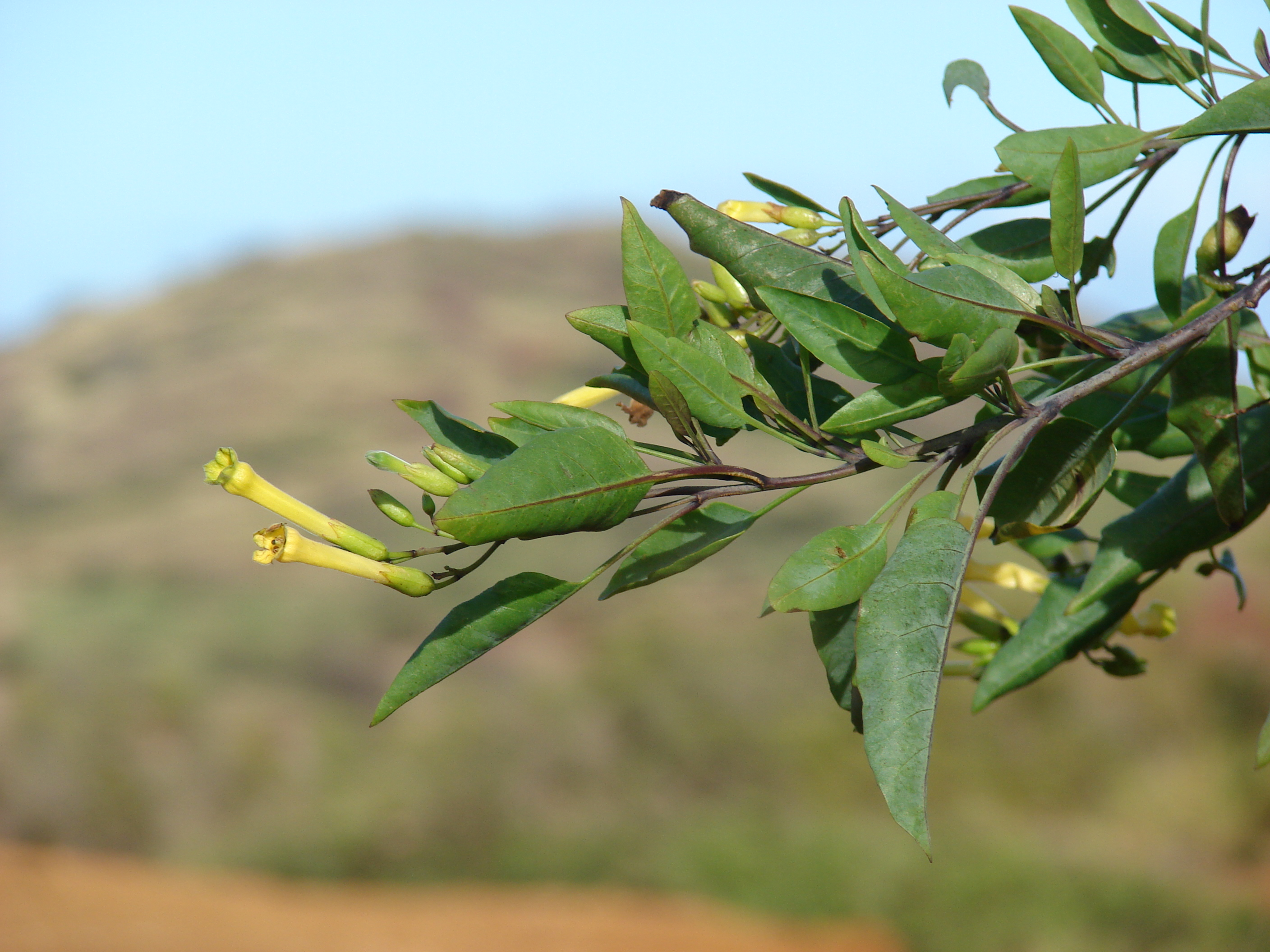